# Маневич Абрам Аншелович
Абра́м Анше́лович Мане́вич (* 25 листопада 1881, Мстиславль, Могильовська губернія, Російська імперія (нині Білорусь) —† 30 червня 1942, Нью-Йорк, США) — український, білоруський й американський митець єврейського походження.

## Життєпис
В 1901—1905 навчався в Київському Художньому Училищі. Був одним із засновників та перших професорів Української академії мистецтв.
В 1904 отримав трирічну стипендію для продовження навчання в Мюнхені де в галереї  Kunst Verein у 1907 відбулась його перша виставка. Пейзажі Маневича, — "не картини, а вікна, крізь які проглядається душа художника" - високо оцінив Давид Бурлюк. Кар'єра швидко йшла догори і по завершенню виставки в Київському художньому музеї в 1909 митець виїхав на п'ять років за кордон до Франції, Швейцарії, Італії, Англії.
У 1920 емігрував до США.
Писав спираючись на досягнення імпресіонізму, міські пейзажі, зокрема київські: «Весняна Симфонія» (1912), «Осінь. Дніпро» (1913), «Міський Пейзаж» (1914), «Дахи Києва».
У 1925-1927 створив серію міських пейзажів «Прозаїчна Америка», де показав контрасти сучасного міста. В останні роки створив пейзажі «Зима. Канада» (1932), «Весна» (1942) та інші.
Належить до плеяди майстрів, які стояли біля витоків української культури XX століття. Його мистецтво визначало художні новації часу — ті пошуки в живописі, в основі яких превалював декоративний початок. Час же із його політичними і соціальними потрясіннями визначав його долю — той життєвий шлях, який проліг від берегів Дніпра до берегів Гудзону.

## Галерея

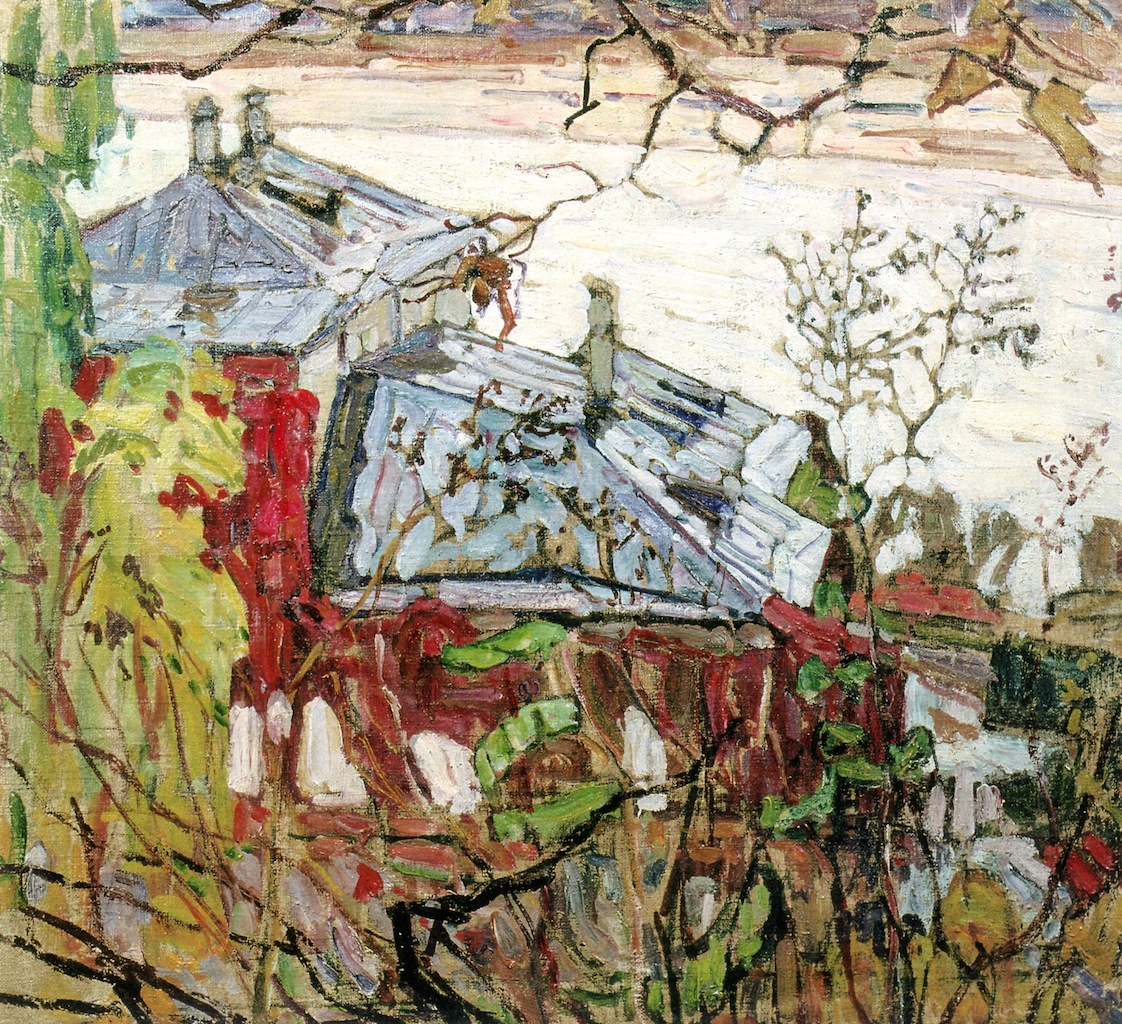
Дніпро біля Києва (між 1910 та 1913)
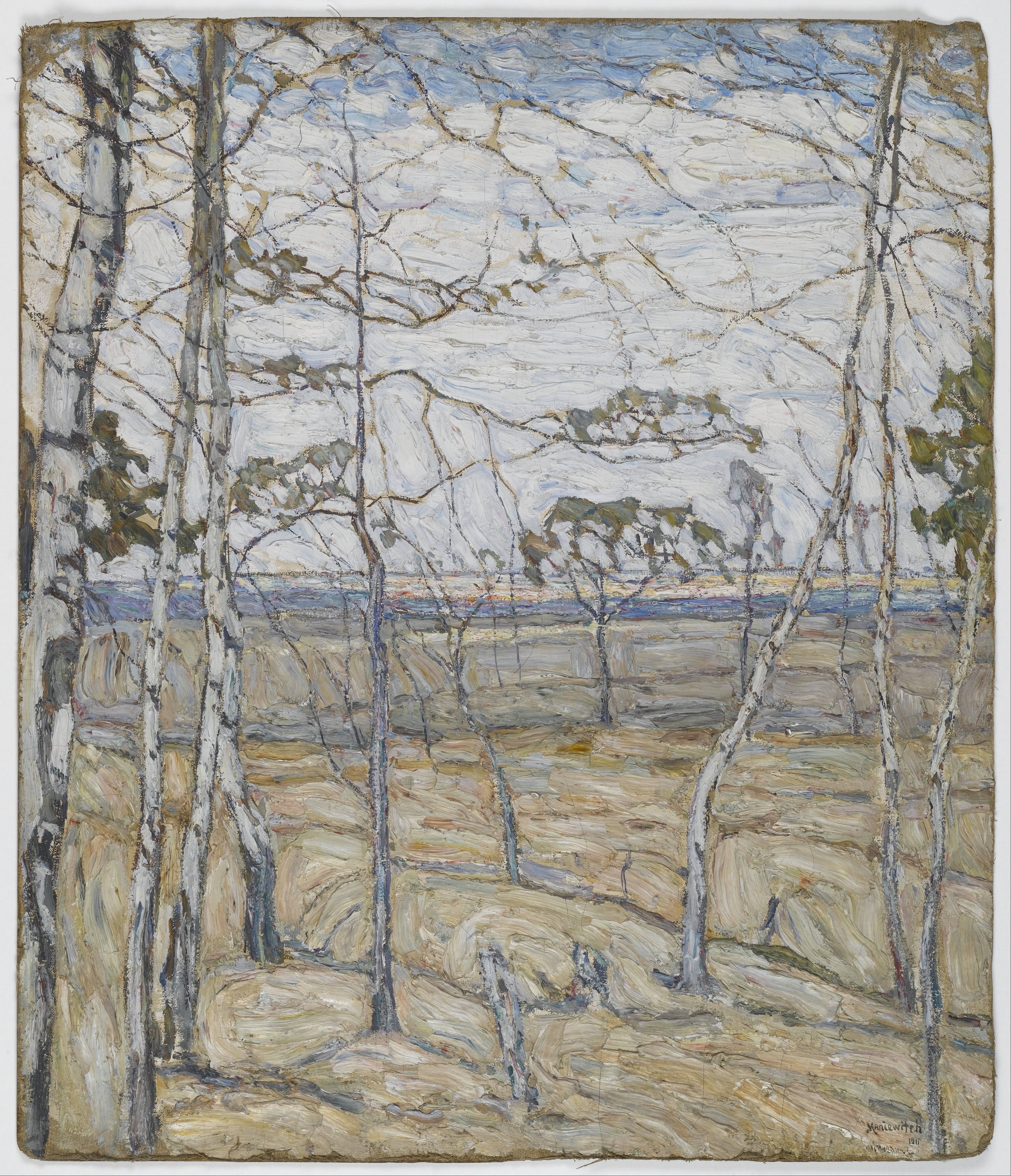
Берези (1911)
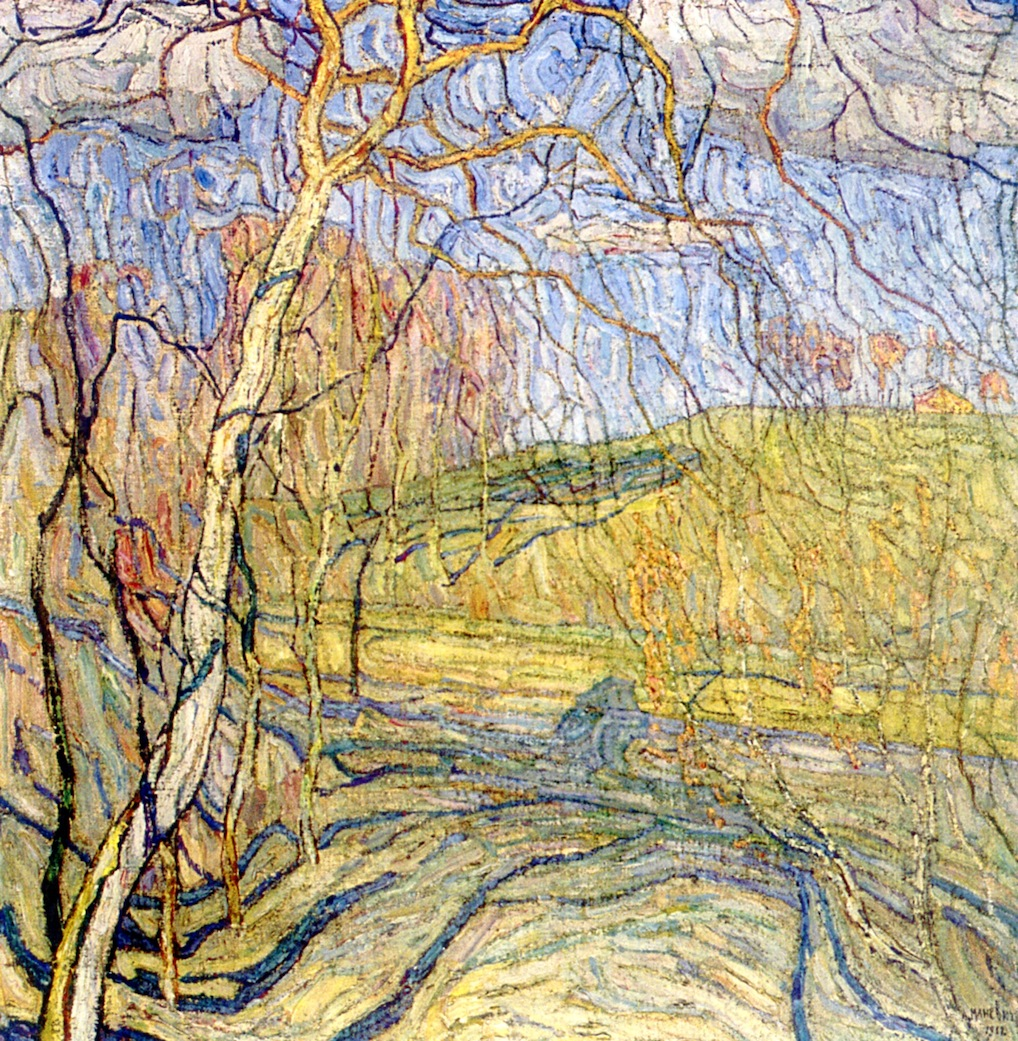
Весняна симфонія (1912)
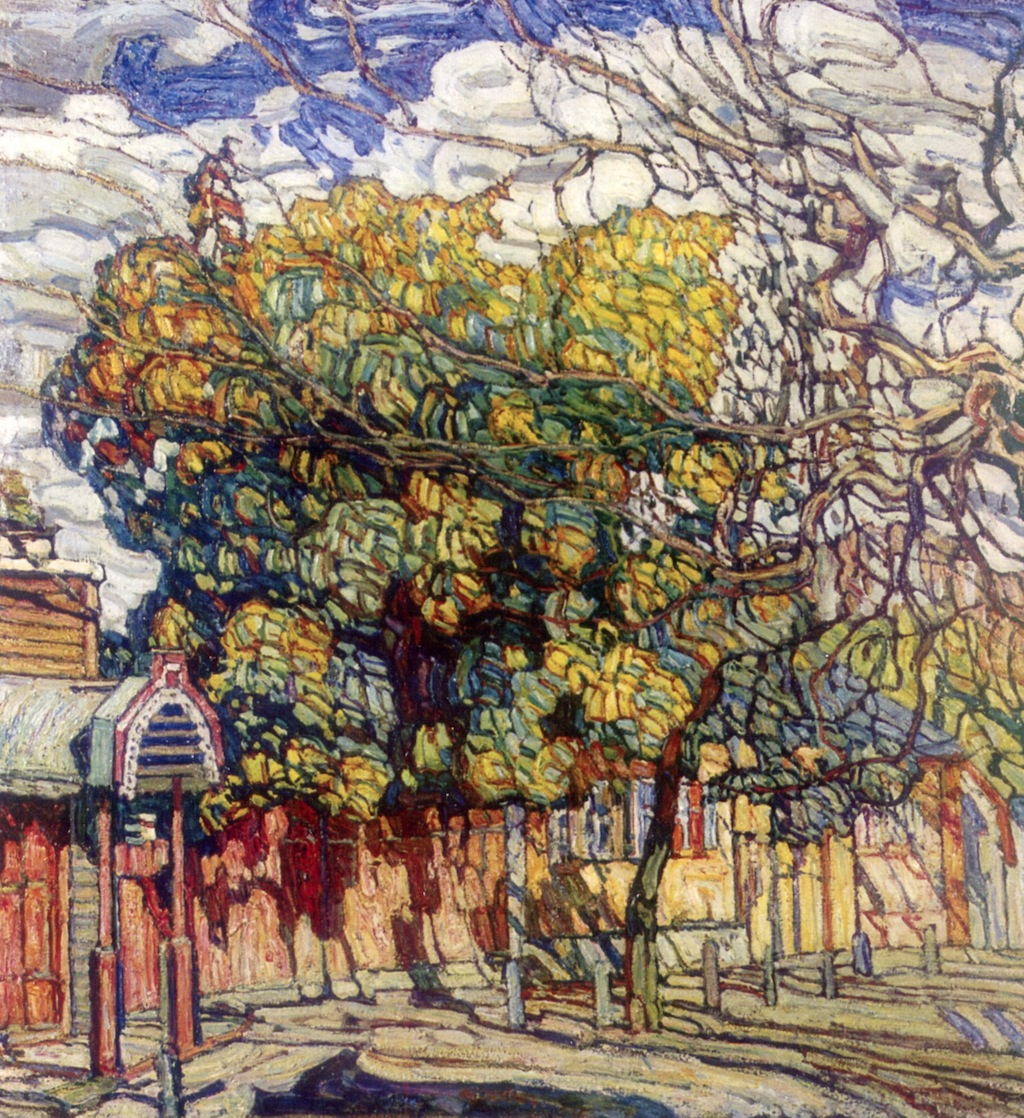
Міський пейзаж. Осінь (1914). Національний художній музей України
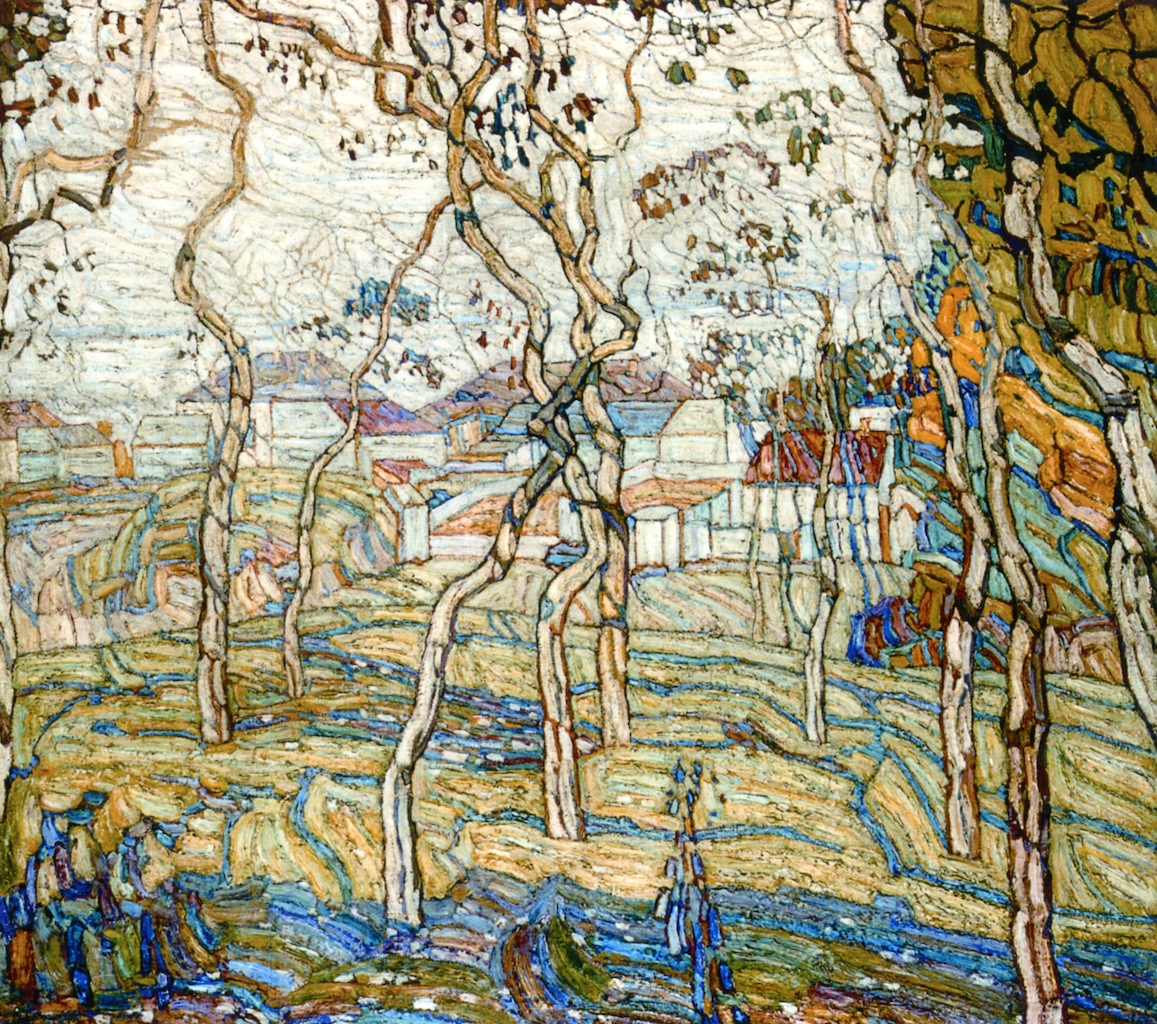
Весна на Куренівці (між 1914 та 1915). Національний художній музей України
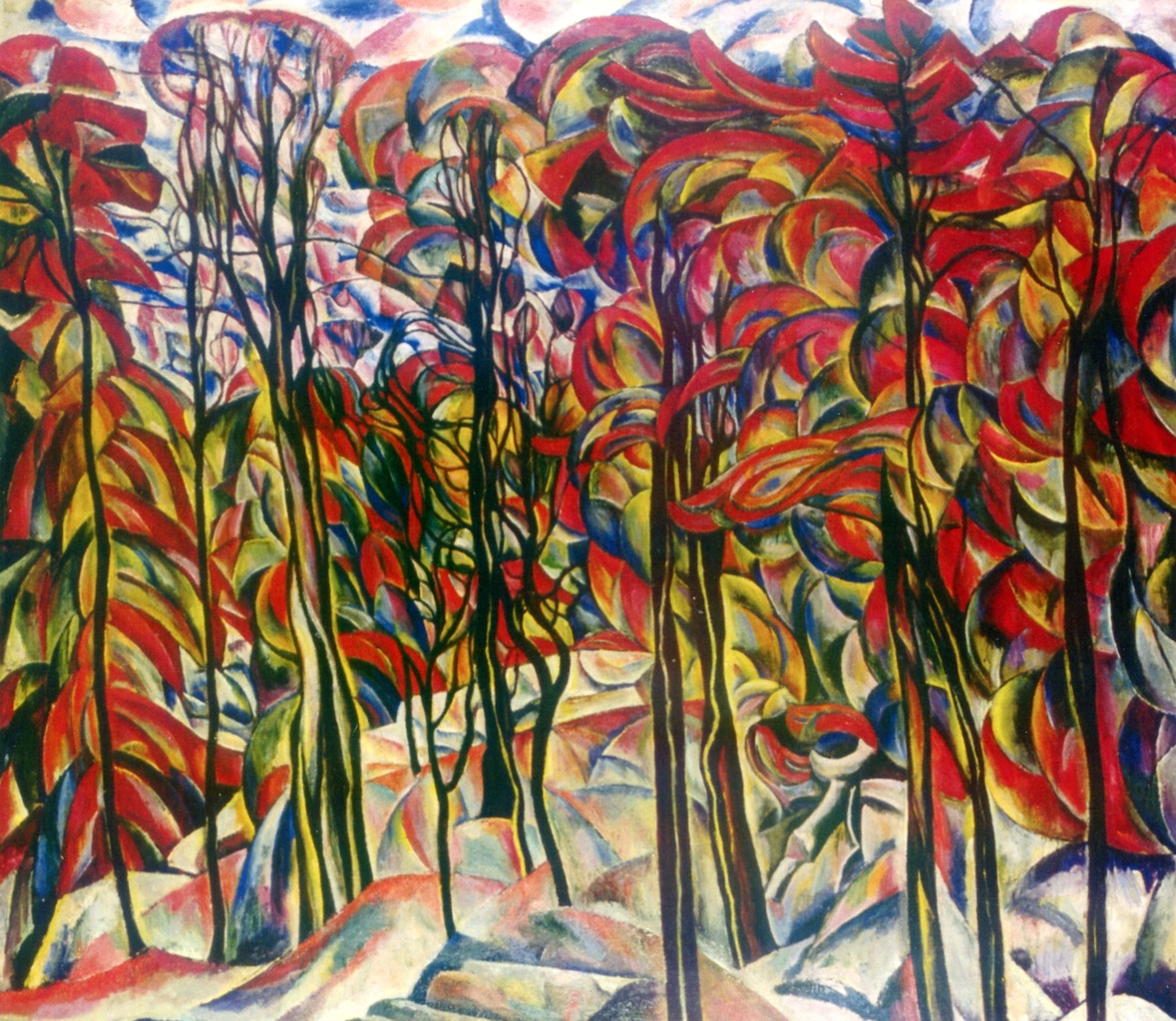
Осінь, Кротона-парк, Бронкс (між 1922 та 1925)
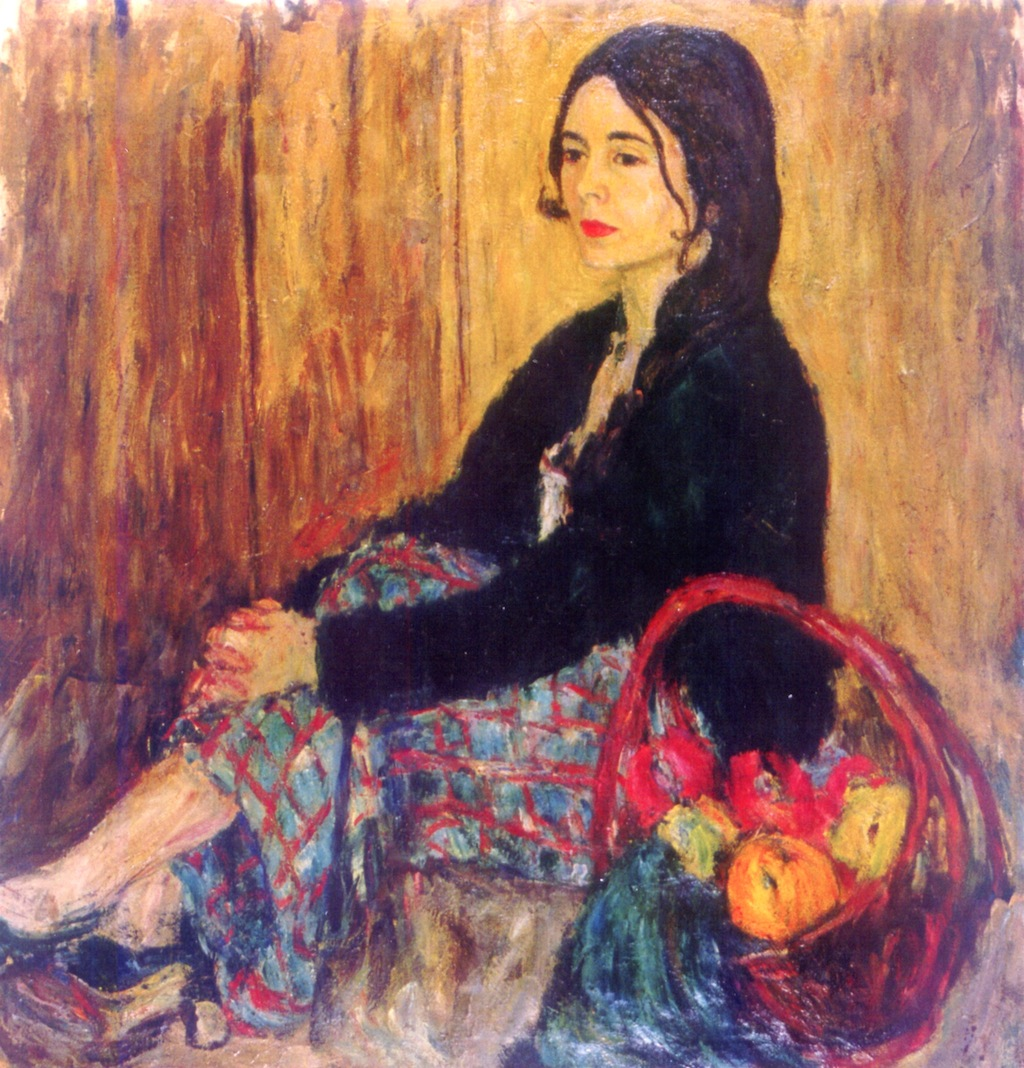
Портрет Люсі (між 1934 та 1935)
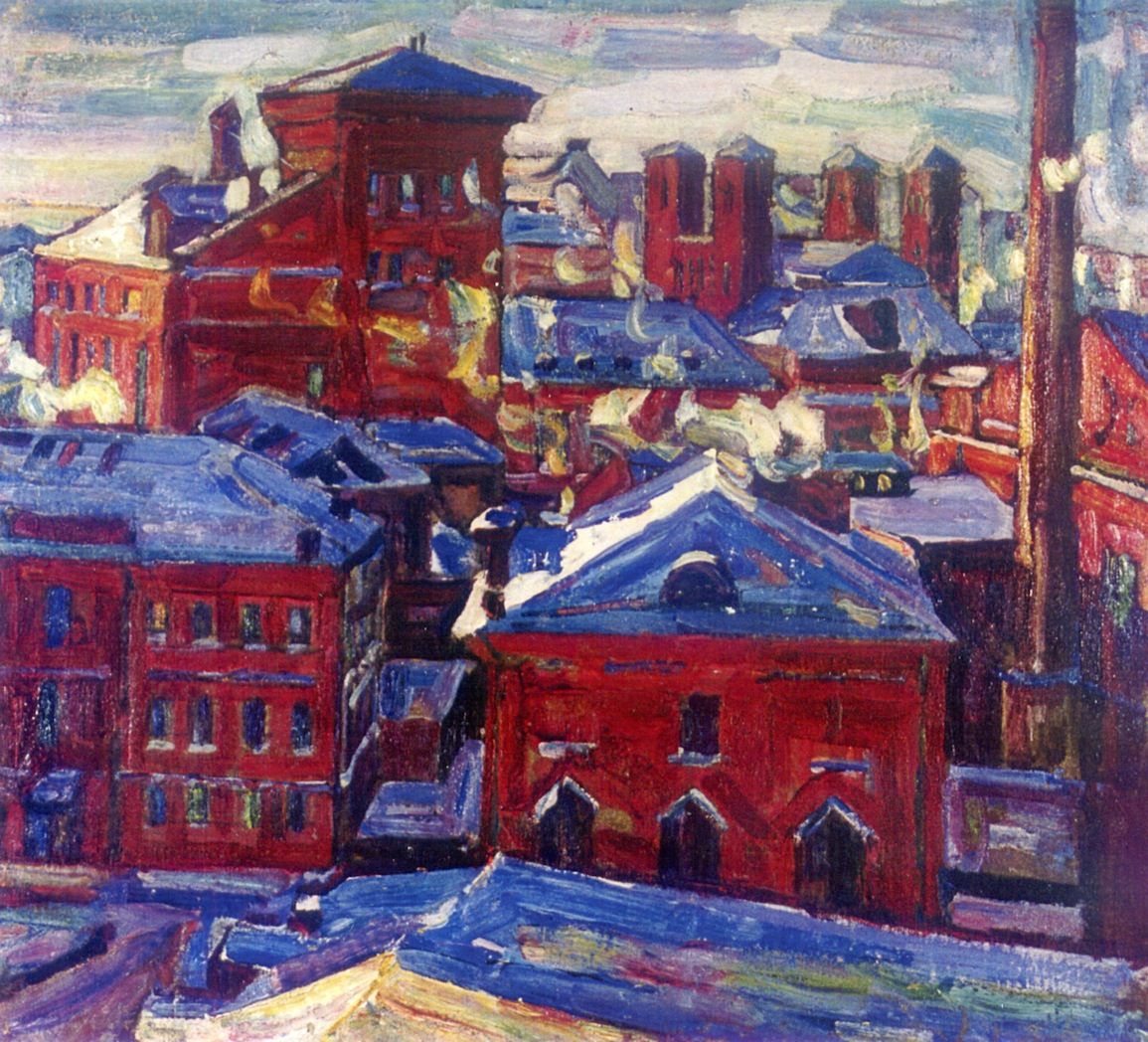
Москва. Вид на фабрику
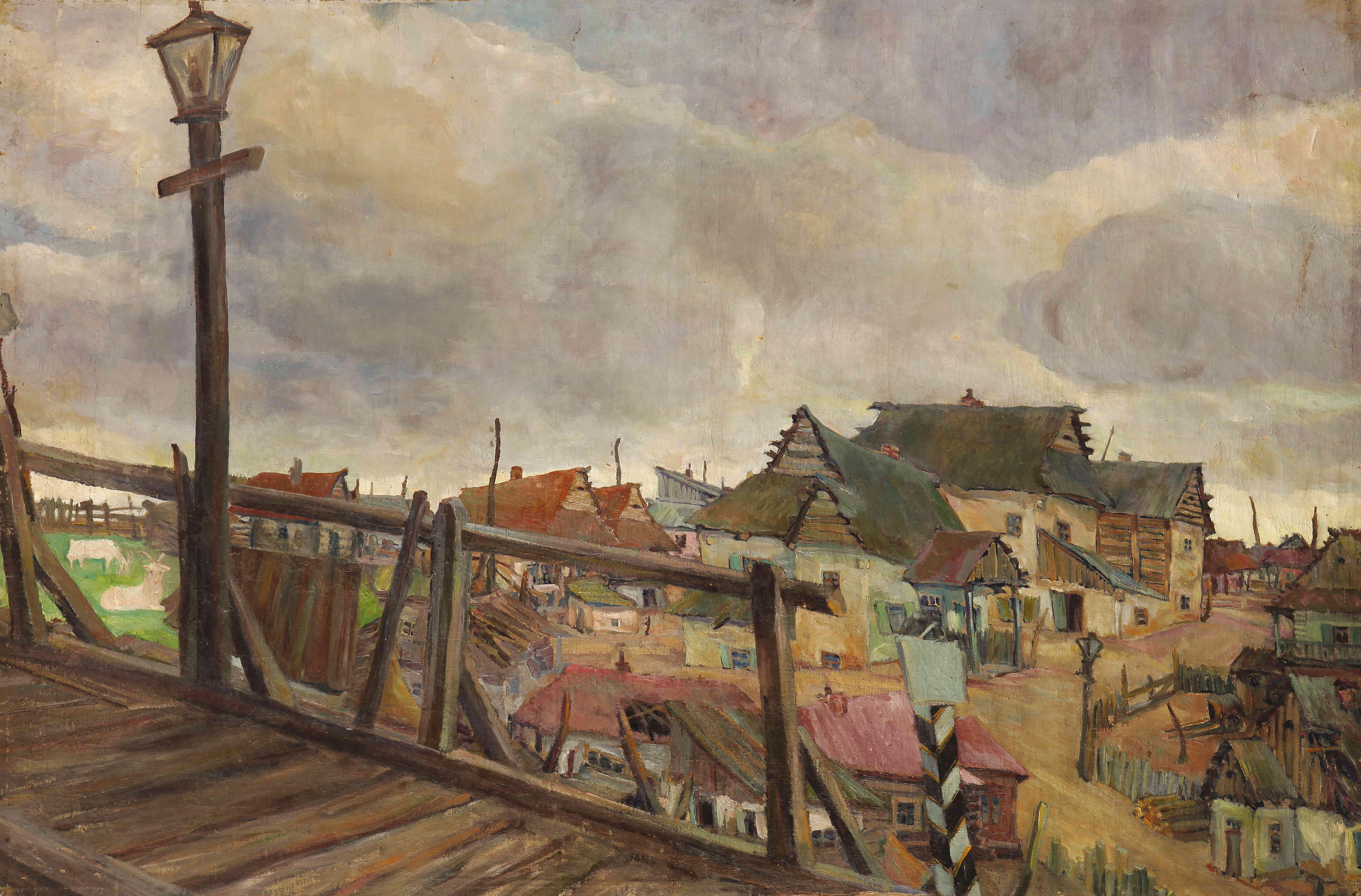
Старий Вітебськ
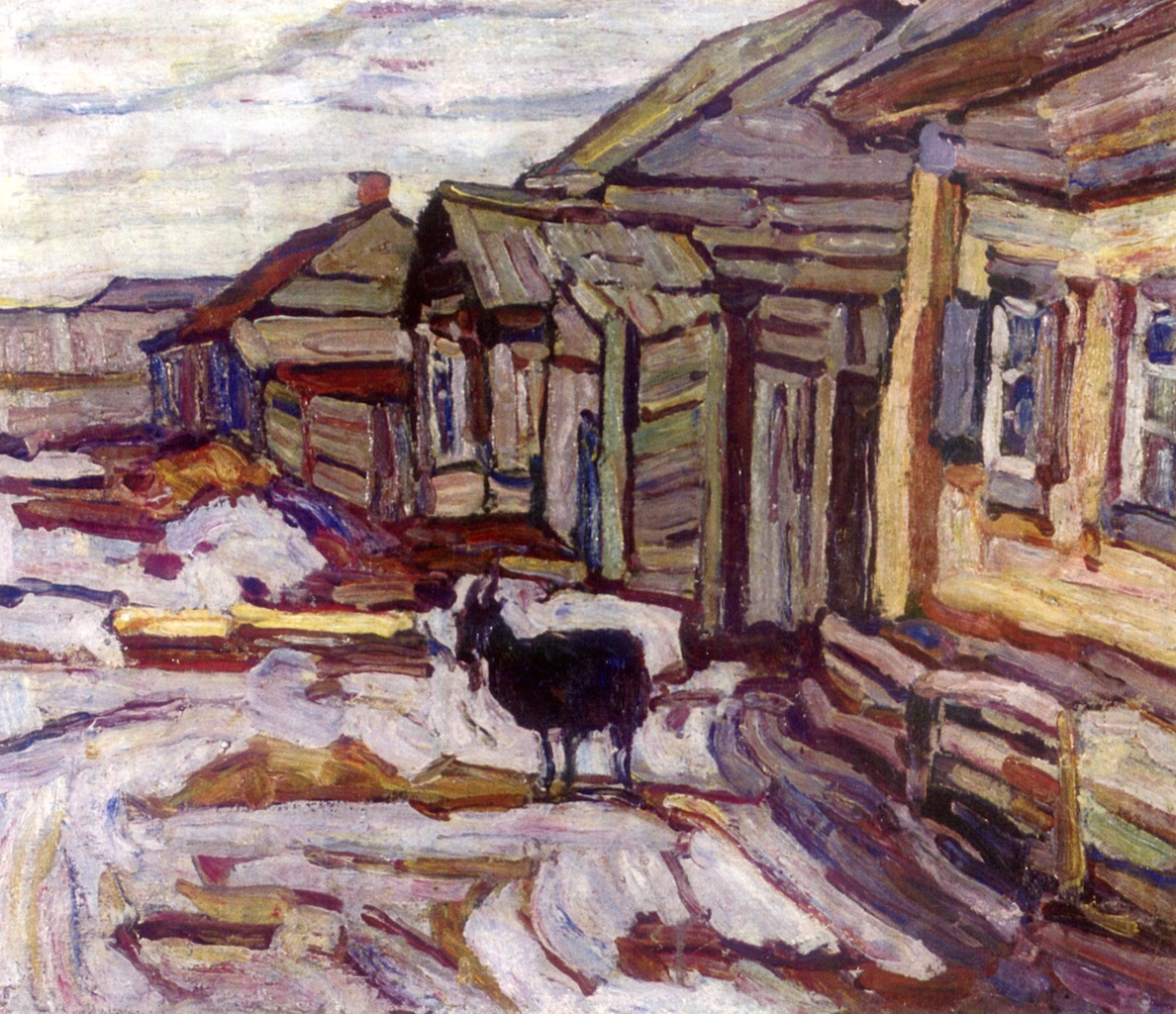
Моє місце народження
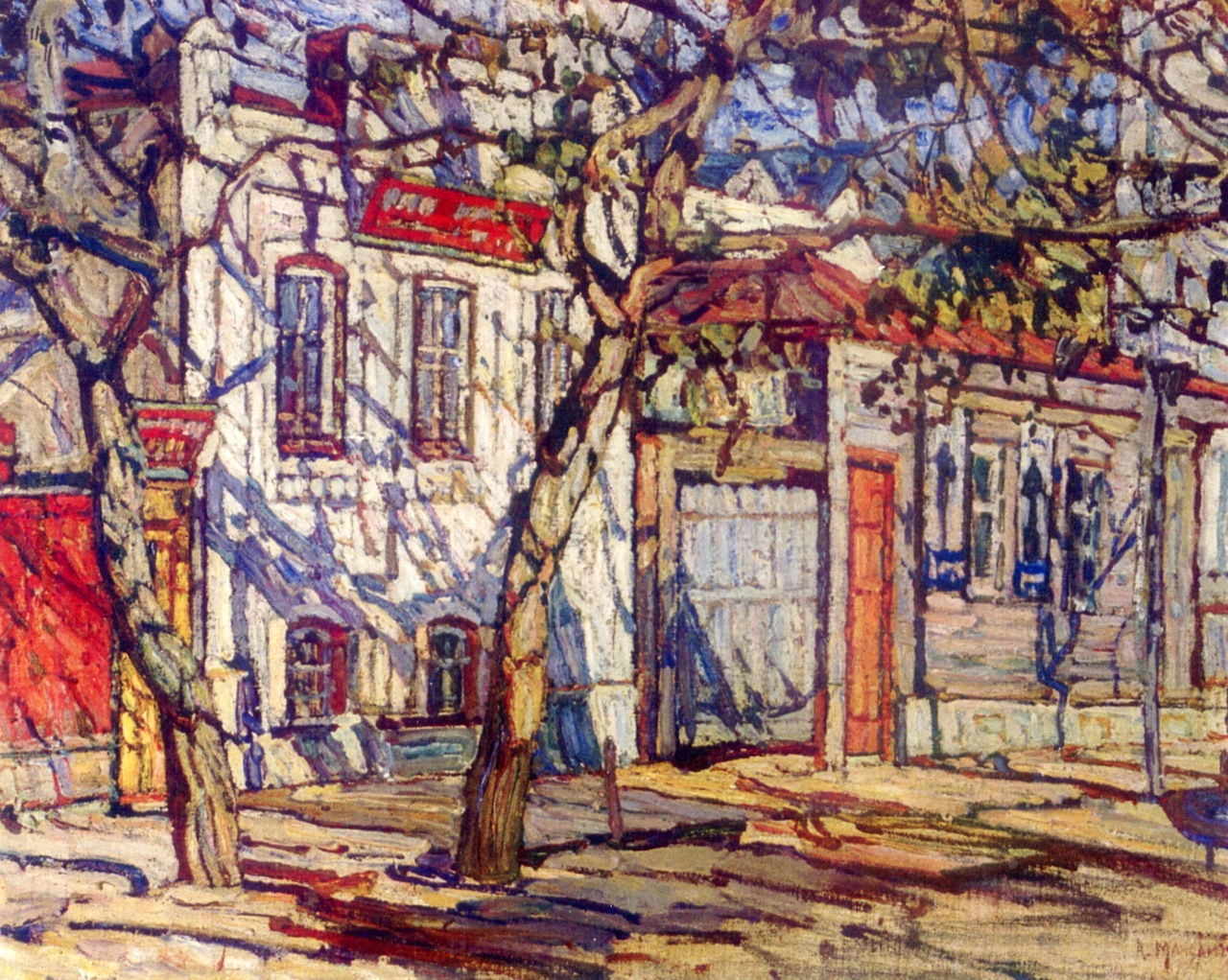
Вулична сцена